# 루프 카릴즈
루프 카릴즈(Lupe Carriles, 1913년 12월 25일 ~ 1964년 1월 1일)는 멕시코의 배우, 영화배우이다.
과달라하라에서 태어났으며 멕시코시티에서 사망하였다.

## 영화
- 리트모 드 트위스트 (1962년)
- 나자린 (1959년)
- 비스트 오브 할로우 마운틴 (1956년)
- 범죄에 대한 수필 (1955년)
- 짐승 (1953년)